# Butbladet frynsebregne
Butbladet frynsebregne (Woodsia obtusa) er en bregneart, der er hjemmehørende i Appalachia og det østlige Nordamerika.
De lave planter (op til 30-40 cm) kan i Danmark findes i haver. Den foretrækker kalkholdig jordbund, men vokser også i pH-neutral jord. Det kan vokse på klippeflader eller i stensamlinger.
Den butbladede frynsebregne kan forveksles med visse arter af bægerbregne-slægten (Cystopteris), men er kendetegnet ved at være mere behåret.